# 1653
Het jaar 1653 is het 53e jaar in de 17e eeuw volgens de christelijke jaartelling.

## Gebeurtenissen
januari
- 3 – Op het Hollandse eiland Westvoorn vindt de openbare verkoop plaats van de gorzen ten oosten van polder Nieuw-Westerloo. Nog in dit jaar wordt de bedijking voltooid, waardoor Goederede weer dichter bij Overflakkee komt te liggen.

februari
- 2 – Nieuw Amsterdam krijgt stadsrechten van de Amsterdamse kamer van de WIC.
- 21 – De Raadspensionaris van Holland, Adriaan Pauw, sterft in Den Haag. Zijn plaatsvervanger, de pensionaris van Dordrecht Johan de Witt, wordt zijn opvolger.
- 28 – Begin van de Driedaagse Zeeslag voor de kust van Kent.
- februari – Koning Lodewijk XIV van Frankrijk danst mee in het "Ballet de La nuit" van Jean Baptiste Lully. Hij heeft de rol van "Zonnekoning", en hij komt daar niet meer vanaf.

maart
- 14 – Admiraal van Galen vernietigt een Engelse vloot die ter versterking van de Engelse Levantvloot naar Livorno gestuurd wordt.

mei
- 10 - Paus Innocentius X verleent de titel van godsdienstige broederschap aan de Broederschap van Onze-Lieve-Vrouw van Blindekens in Brugge.
- 27 – Bij werkzaamheden in de pastorie van de Sint-Brixiuskerk te Doornik wordt het graf van de Frankische koning Childerik I intact gevonden.
- 31 – Veroordeling van Cornelius Jansenius vanwege de kwestie van diens vijf stellingen, door de pauselijke bul Cum occasione.

juni
- 12 en 13 – Een aanval van Cornelis Tromp op de Engelse vloot ontketent de Zeeslag bij Nieuwpoort. Van de Nederlandse vloot blijft weinig over.
- 27 – De Hollandse diplomaat Hiëronymus van Beverningh arriveert in Londen om verkennende gesprekken te voeren met het Engelse staatshoofd Oliver Cromwell.

augustus
- 10 – De Nederlandse vloot verliest de Slag bij Ter Heijde (Battle of Scheveningen).

september
- 20 – Rijcklof van Goens wordt door de VOC benoemd tot commissaris en commandeur naar Ceylon.

november
- November – Oliver Cromwell beseft dat hij niets uit deze oorlog zal winnen en wil vrede zonder verlies of winst. Hij is beducht voor een terugkeer van de Oranjes en -nog meer- hun Stuart-verwanten.
- 11 – Cornelis Tromp wordt benoemd tot schout-bij-nacht bij de Admiraliteit van Amsterdam.

december
- 16 – Oliver Cromwell wordt Lord Protector van Engeland, Schotland en Ierland.
- Nederland annexeert het eiland Solor (Indonesië)

zonder datum
- De Staten-Generaal laten 60 nieuwe oorlogsschepen bouwen van verbeterd model.
- De verbannen Karel II van Engeland biedt de Republiek samenwerking aan.
- Hendrik Hamel ontdekt tijdens een schipbreuk Korea.
- Royal Delft/De Porceleyne Fles in Delft is opgericht
- Er volgen rellen in Dordrecht, Den Haag, Rotterdam en vooral Enkhuizen waar het volk een aantal dagen de stad overneemt.
- De Republiek gebruikt zijn grip op het Oostzee- en Middellandse Zeegebied om de Engelsen geheel uit deze gebieden te weren. Het verbond met Denemarken maakt het mogelijk de Sont te sluiten.
- Zeeland maakt als eerste gewest de Bid- en Dankdagen tot vrije dagen.

## Muziek
- Jean-Baptiste Lully componeert het ballet La nuit

## Beeldende kunst
- Rembrandt voltooit zijn schilderij Het Offer van Isaac. Het schilderij is in het bezit van de Hermitage in Sint-Petersburg.
- Rembrandt voltooit eveneens zijn schilderij Aristoteles peinzend bij een borstbeeld van Homerus. Dit schilderij is in het bezit van het Metropolitan Museum of Art in New York.

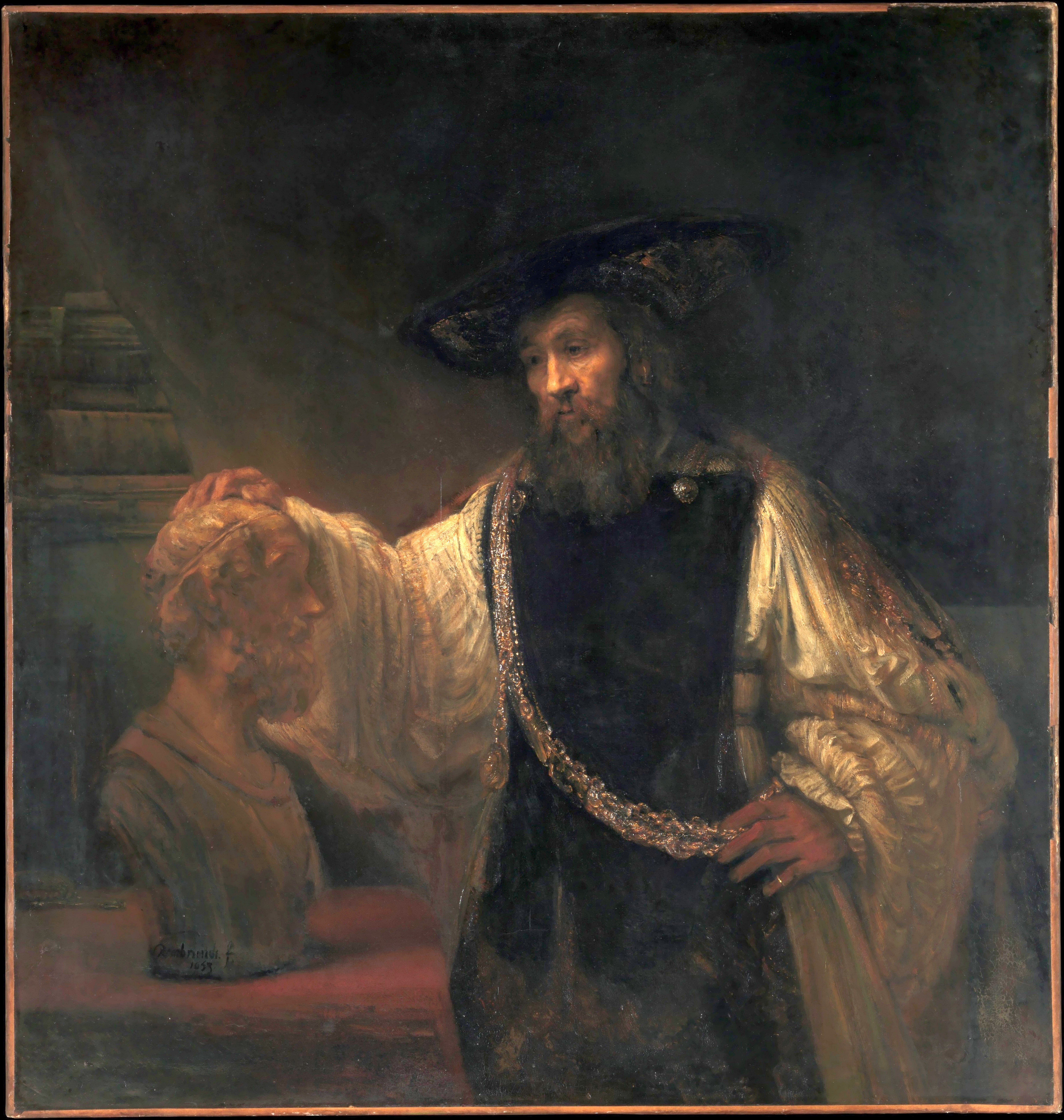
Aristoteles peinzend bij een borstbeeld van Homerus (1653) door Rembrandt van Rijn
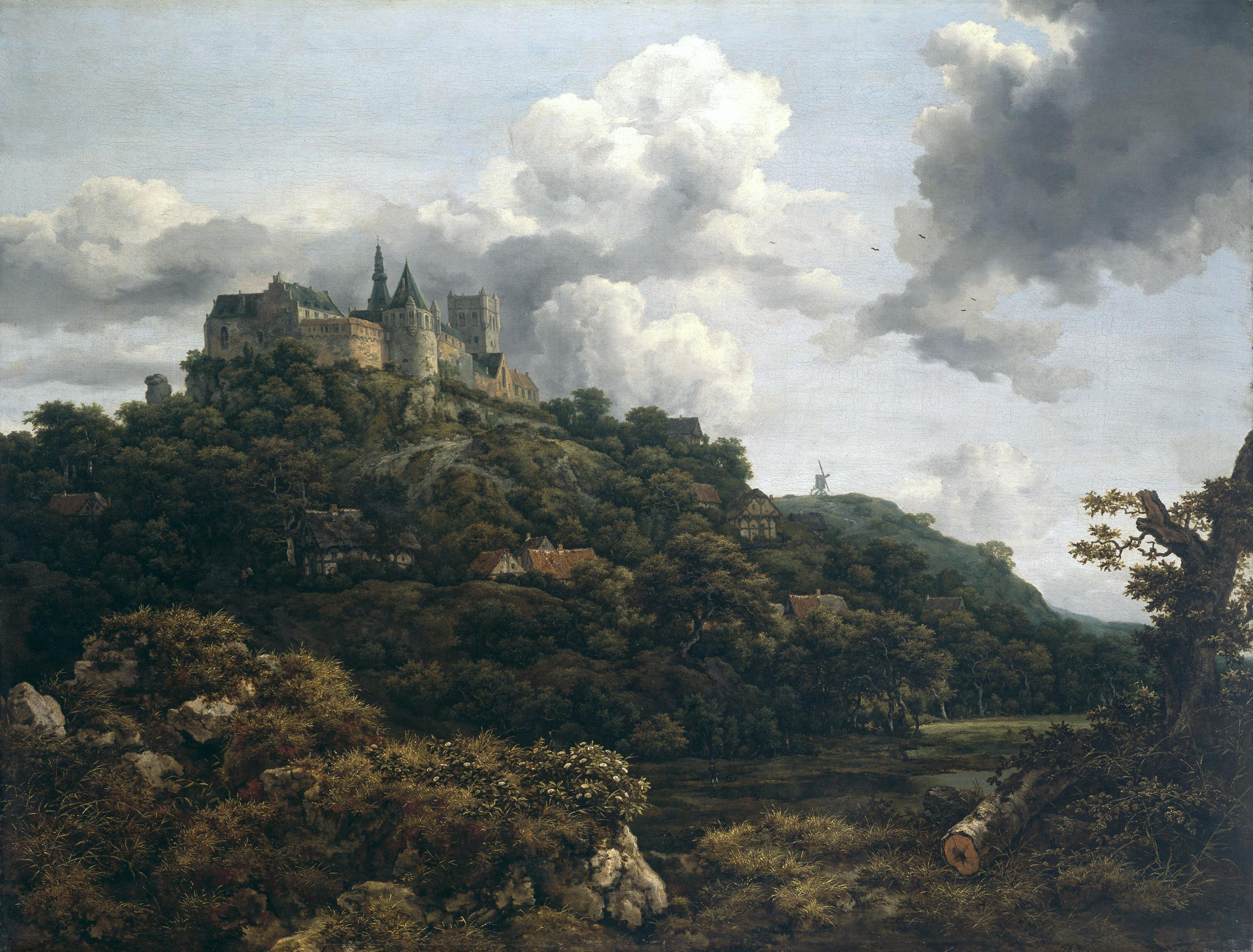
Kasteel Bentheim (1653) Jacob Isaacksz. van Ruisdael
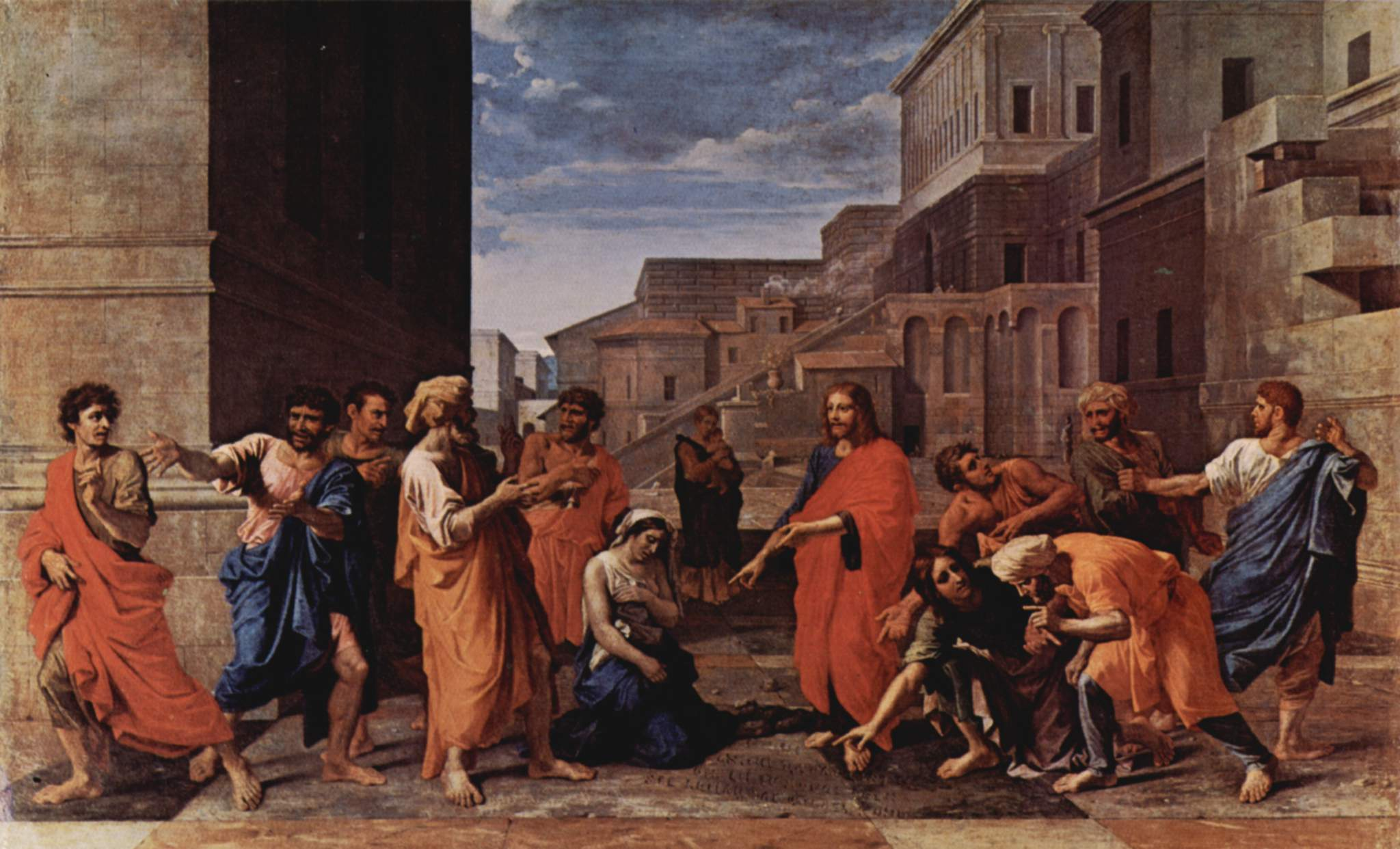
Le Christ et la femme adultère (1653) Nicolas Poussin, Louvre

## Bouwkunst

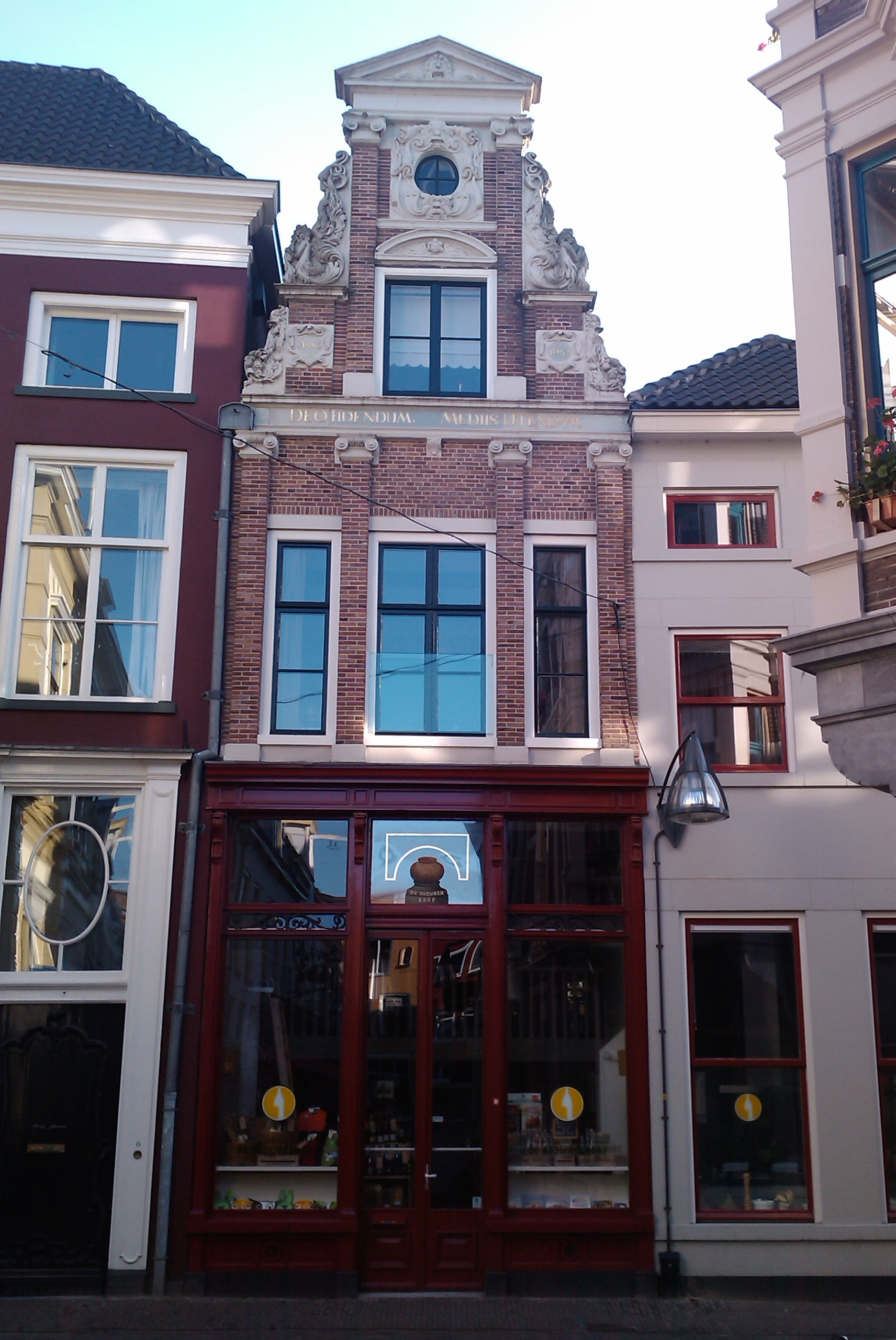
Woonhuis, Deventer (1653)

## Geboren
februari
- 17 – Arcangelo Corelli, Italiaans violist, componist en muziekleraar (overleden 1713)

juni
- 1 – Georg Muffat, Duits orgelcomponist (overleden 1704)

juli
- 5 – Thomas Pitt, gouverneur van Madras.

augustus
- 9 – John Oldham, Engels dichter

september
- 1 – Johann Pachelbel, Duits barokorganist en -componist

## Overleden
april

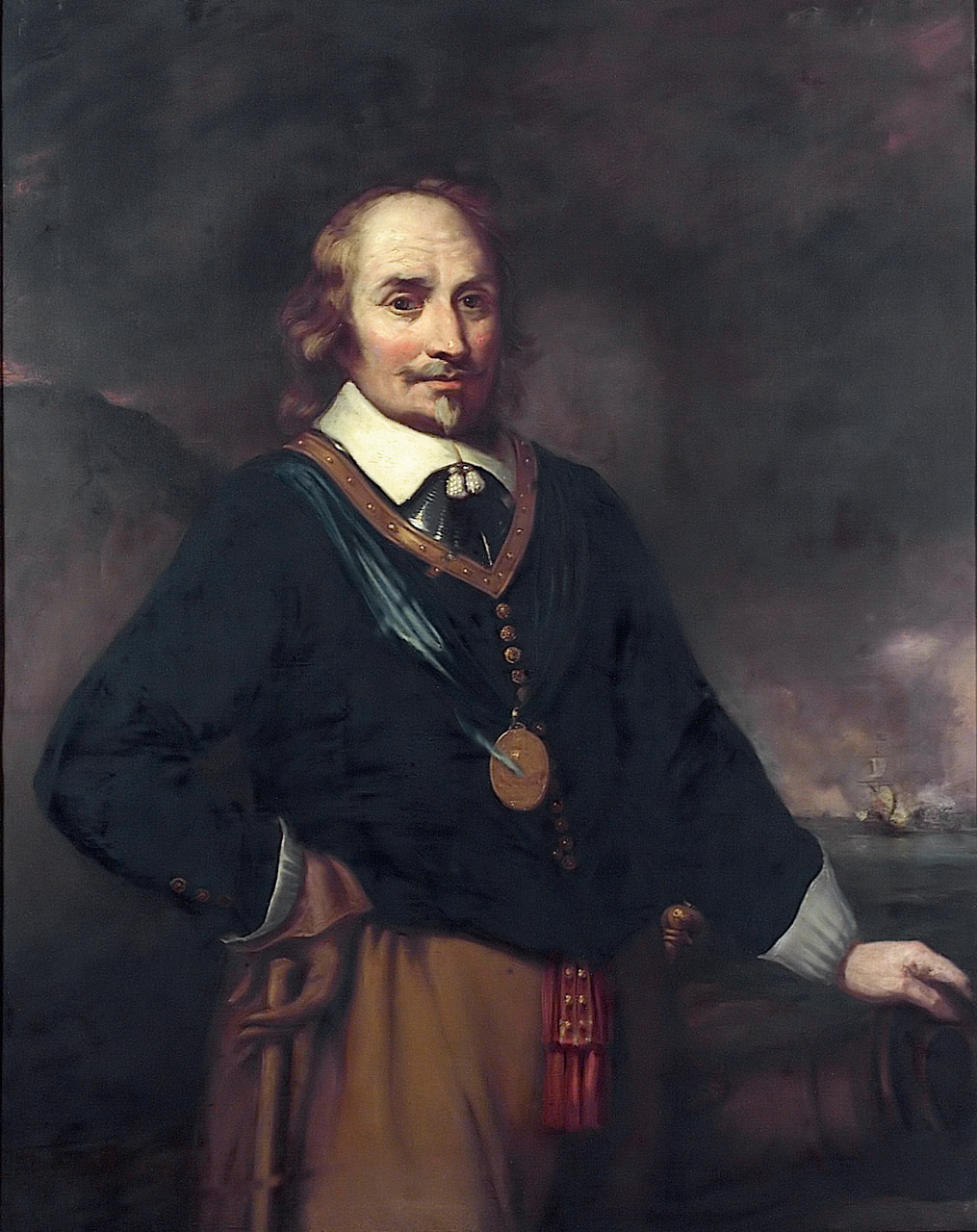
Maarten Harpertszoon Tromp → overleden 10 augustus 1653

- 19 – Maria van Reigersberch, echtgenote van Hugo de Groot.

augustus
- 10 – Maarten Harpertszoon Tromp (55), admiraal in de Nederlandse marine.

datum onbekend
- Artemisia Gentileschi, Italiaanse schilderes